# Vice John Batarelo
Vincent John "Vice" Batarelo (Sydney, Australija, 9. lipnja 1969.) hrvatski je sociolog i aktivist, predsjednik udruge konzervativnih aktivista Vigilare.

## Životopis
Vincent John Batarelo rodio se u obitelji hrvatskih iseljenika u Sydneyu u Australiji 1969. godine. Pohađao je katoličku srednju školu "John Therry Catholic High School – Campbelltown, Sydney". Diplomirao je na Sveučilištu Macquarie u Sydneyu. 
Oženjen je i otac troje djece.

## Aktivistički i znanstveni rad
Preselio se u Hrvatsku 1990. godine. Radio je kao znanstveni novak u Institutu "Ivo Pilar", engleskim vijestima Hrvatskog radija, a kasnije je održavao seminar o socijalnoj pravdi na zagrebačkom Filozofskom fakultetu Družbe Isusove. Tijekom Domovinskoga rata volontirao je u Uredu Foreign Pressa, čije je sjedište bilo u zagrebačkom hotelu InterContinental. Ured je bio zadužen za pružanje asistencije stranim novinarima u Hrvatskoj, od opskrbljivanja informacijama, prijevoda dokumenata do odlaska s njima na ratište.
Godine 1997. je na matičnom australskom sveučilištu magistrirao radom The Political Affairs and Discrimination Against Croatian Australians After World War Two. Djelovao je u Caritasu od 1998. godine, a 2002. godine postao je zamjenik ravnatelja Hrvatskoga Caritasa. Predstojnik je Ureda za pastoral obitelji Zagrebačke nadbiskupije od 2010., koji je glavni koordinator i predvodnik bračnih i obiteljskih pitanja, inicijativa i smjernica na području Zagrebačke nadbiskupije. Jedan je organizatora pohoda pape Benedikta XVI. Hrvatskoj 2011. godine i višednevnog boravka američke konzervativne znanstvenice i publicistkinje Judith Reisman u Hrvatskoj 2013. godine. 
Jedan je od sudionika šire koordinacije građanske inicijative "U ime obitelji", koja je skupila 749.316 potpisa građana za raspisivanje Referenduma o ustavnoj definiciji braka. Zalaže se za promicanje konzervativne misli u Hrvatskoj. Kao predsjednik udruge Vigilare priređuje javne skupove, internetske akcije, tribine i predavanja u svrhu promicanja konzervativnih katoličkih uvjerenja te poticanja katoličkog aktivizma. Jedan je od organizatora Kulfesta - festivala progresivne kulture 2014. godine. Doveden je u vezu s međunarodnim mrežama koje financiraju konzervativne udruge i pojedince.
Na Odsjeku za sociologiju Filozofskog fakulteta u Zagrebu 2013. godine doktorirao je radom Tipovi dijaspore – poslijeratno hrvatsko iseljeništvo i njihovi potomci u Sydneyu (Types of diaspora-post war Croatian migrants and their descendants in Sydney). To je prvi doktorat Sveučilišta u Zagrebu koji se bavi hrvatskim iseljeništvom u Australiji i prvo sociološko istraživanje drugog naraštaja hrvatskog iseljeništva.

## Djela
- The Political Affairs and Discrimination Against Croatian Australians After World War Two (1997.)
- Tipovi dijaspore – poslijeratno hrvatsko iseljeništvo i njihovi potomci u Sydneyu (2013.)
- Solidarnost iz Caritasove perspektive. Teološko utemeljenje solidarnosti u hrvatskom društvu, Bogoslovska smotra 2/2004., Hrčak
- A Troubled Relationship; the Croatian Diaspora in Australia between 1963 and 1973, Časopis za hrvatske studije 1/2015, Hrčak (engl.)

## Vanjske poveznice
Mrežna mjesta
- Croatski komentar  Arhivirana inačica izvorne stranice od 28. siječnja 2019. (Wayback Machine), blog Vice Batarela